# 维岑豪森
维岑豪森（德語：Witzenhausen，發音：[vɪtsn̩ˈhaʊzn̩] ⓘ）是德国黑森州卡塞尔行政区威拉-迈斯讷县的城市，面积126.78平方千米，2023年12月31日人口为15,097人。

## 友好城市
维岑豪森与以下城市结为友好城市：
- 法國 圣瓦利耶（1975年）
- 義大利 维尼奥拉（1995年）
- 英国 費爾頓（1978年）
- 乌干达 卡永加（英语：Kayunga）（2001年）